# Philipp von Nathusius (Politiker)
Philipp von Nathusius, nach seinem zeitweiligen Wohnsitz auch Nathusius-Ludom genannt (* 4. Mai 1842 in Althaldensleben; † 8. Juli 1900 in Berlin) war preußischer Politiker und Chefredakteur der Kreuzzeitung.

## Leben
Philipp von Nathusius-Ludom war der Sohn des Publizisten Philipp von Nathusius und der Schriftstellerin Marie Nathusius. Er studierte in Heidelberg und Halle Rechtswissenschaft und Geschichte, lernte dann Landwirtschaft u. a. in Hundisburg und trat 1866 den Besitz des Ritterguts Ludom im Kreis Obornik (Provinz Posen) an, das er 1890 veräußerte.
Im Herbst 1872 übernahm er als Hauptschriftleiter die Redaktion der Kreuzzeitung, die er jedoch 1876 niederlegen musste und nach Ludom zurückkehrte. Der Grund für den Rücktritt waren die sogenannten „Ära-Artikel“. Einer seiner Mitarbeiter, Franz Perrot, griff darin Otto von Bismarck in der Person seines Bankiers Gerson von Bleichröder scharf an und warf ihm – nur wenig kaschiert – Korruption vor. Gleichzeitig wurden in den von Nathusius stark redigierten Artikeln jüdische Geschäftsleute, aber auch Staatsbedienstete und Abgeordnete als Urheber des Gründerkrachs bezichtigt. Wegen der antijüdischen Polemik mussten Nathusius-Ludom und Perrot die Kreuzzeitung verlassen.

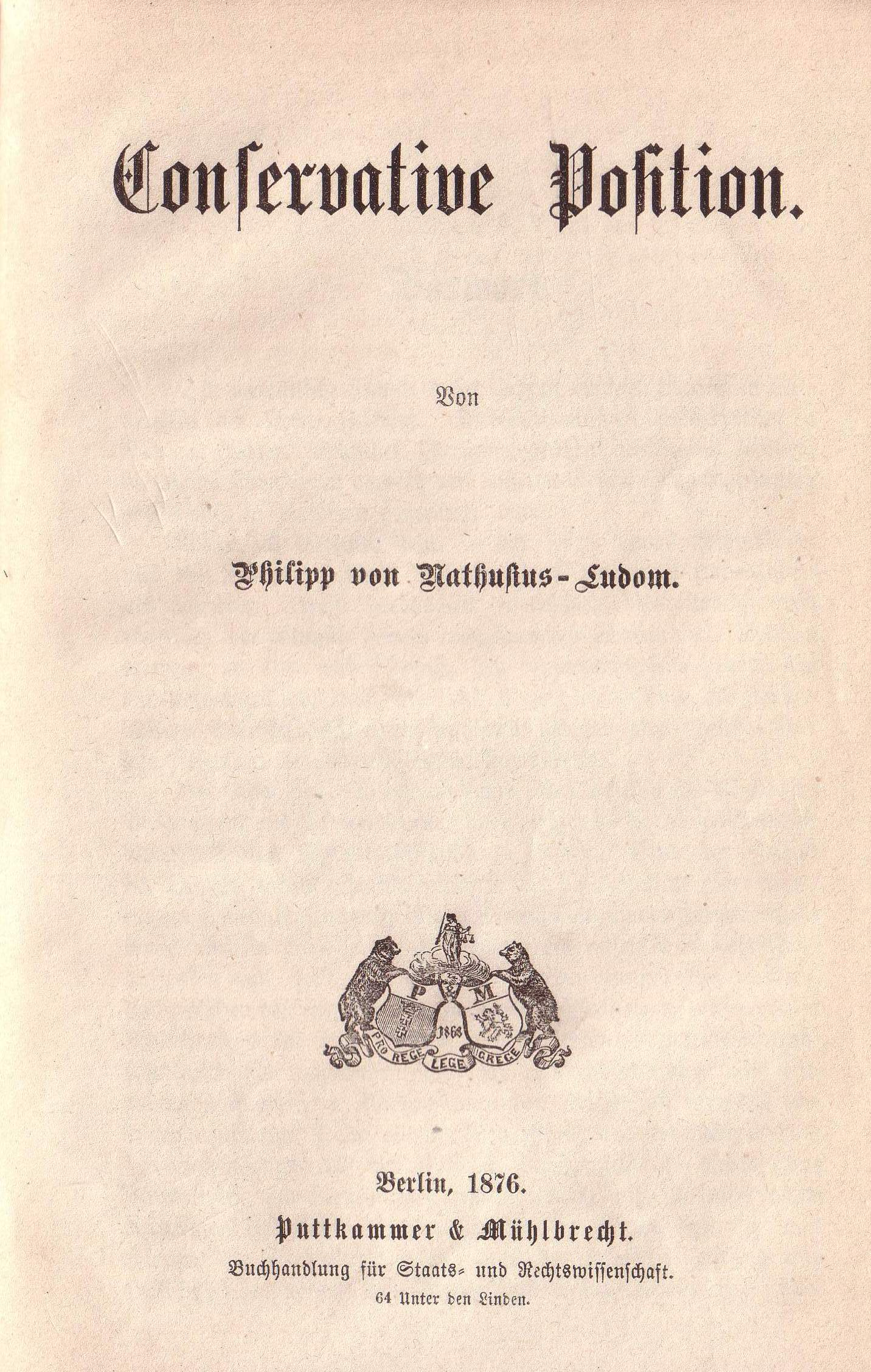
Conservative Position, 1876

Nach Aufgabe seiner Arbeit bei der Kreuzzeitung behielt Nathusius bis 1879 die Leitung des von ihm gegründeten Reichsboten für den Mittelstand und die evangelischen Pastoren. Er bestimmte 1873 den Pastor und Schriftsteller Heinrich Engel (* 1834; † 1911) zum Chefredakteur von Der Reichsbote.
Auf weite Kritik stießen auch seine protestantisch-konservativen Positionen zur Frauenemanzipation, die er in der Schrift Zur Frauenfrage (Halle, 1871) vertrat. Er argumentierte vehement gegen die Berufsausbildung und -ausübung von Frauen. Die Frauenrechtlerin und Schriftstellerin Hedwig Dohm antwortete darauf 1872 in ihrer berühmten Streitschrift Was die Pastoren von den Frauen denken mit Argumenten für die volle soziale, politische und rechtliche Gleichstellung von Mann und Frau.
1876 beteiligte Nathusius sich an der Gründung der Deutschkonservativen Partei, die in Opposition zu Bismarcks innerer Politik stand. Nachdem er bereits 1874 vergeblich für den Reichstagswahlkreis Minden-Lübbecke kandidiert hatte, wurde er 1877 dort für die Konservativen in den Reichstag gewählt. Seinen Sitz verlor er aber bereits 1878 nach einem harten Wahlkampf, in dem beide Seiten auch vor persönlichen Angriffen nicht zurückschreckten. Gewinner war ein Vertreter der von den Liberalen unterstützten Reichspartei.
Danach zog sich Nathusius aus dem politischen Leben zurück. Zu Beginn der 1880er Jahre übernahm er die Oberaufsicht über den bei Posen gelegenen Land- und Forstbesitz des Fürsten Anton von Hohenzollern-Sigmaringen. Er erhielt das Schloss Nothwendig als Dienstsitz und trug den Titel Hofkammerrat. 1885 zog Nathusius nach Rudolstadt und begann mit der Arbeit an der Deutschen Enzyklopädie, die ein konservatives Konversations-Lexikon werden sollte. Die ersten drei Bände konnte er noch herausgeben, bevor er 1900 in Berlin-Grunewald verstarb.

## Familie
Nathusius heiratete 1870 Anna Henriette von Petzhold. Nach deren Tod (1883) heiratete er in zweiter Ehe 1885 Agnes Holtz. Mit seinen beiden Frauen hatte er insgesamt 14 Kinder, die teilweise sehr jung starben. Der ersten Ehe entstammt die Schriftstellerin Annemarie von Nathusius, der zweiten Ehe der Hamburger Ratsherr, Staatsrat und SS-Oberführer Engelhard von Nathusius.

## Publikationen
- Zur Frauenfrage. Halle 1871
- Conservative Partei und Ministerium. Berlin 1872
- Die Zivilehe. Berlin 1872
- Ständische Gliederung und Kreisordnung. Berlin 1872
- Conservative Position. Berlin 1876
- als Hrsg.: Deutsche Enzyklopädie. 3 Bände, 1885–1890